# Рубанов, Август Афанасьевич
Август Афанасьевич Рубанов (27 сентября 1925, Орёл — 29 декабря 2014, Москва) — советский и российский юрист, специалист по международному частному праву, доктор юридических наук. Главный научный сотрудник Института государства и права РАН.

## Биография
Родился 27 сентября (по другим данным — 17 сентября) 1925 года в Орле. В 1929 году семья переехала в Москву. Учился в московской школе. С началом войны в октябре 1941 года был эвакуирован на Алтай; в январе 1943 года был призван на военную службу и направлен в Рязань, где тогда располагалось Первое московское пулемётное училище. Летом 1944 года по болезни (туберкулёз лёгких) был уволен и вернулся в звании сержанта домой в Москву, куда уже вернулась его семья.
В сентябре 1944 года поступил в вечернюю школу рабочей молодёжи при фабрике «Свобода», которую в 1946 году окончил с золотой медалью, что дало ему право стать студентом МГУ. В октябре 1949 года перешёл на заочное обучение, чувствуя возможность преследований за расхождения с официальной позицией во время борьбы с космополитизмом и смог окончить юридический факультет МГУ экстерном в 1951 году; в 1955 году окончил аспирантуру МГУ. 
В 1956 году защитил диссертацию на тему «Понятие владения в советском гражданском праве» на соискание степени кандидата юридических наук. Научное руководство работой аспиранта А. А. Рубанова осуществлял И. С. Перетерский, а после смерти последнего — В. А. Рясенцев и И. Б. Новицкий.
Трудовую деятельность начал в качестве адвоката Инюрколлегии. C 1958 года — младший научный сотрудник Института государства и права АН СССР, с 1965 года — старший научный сотрудник.
В 1968—1970 годах выезжал за границу в качестве эксперта советской делегации в Комитете ООН по космосу.
В 1974 году защитил диссертацию на тему «Основные проблемы наследования в отношениях между странами с различным социальным строем» на соискание степени доктора юридических наук.
В 1991—1994 годах исполнял обязанности руководителя Центра цивилистических исследований и заведующего сектором гражданского права Института государства и права РАН. С 1994 года — главный научный сотрудник Института.
15 июня 1992 года А. А. Рубанов был включен в состав рабочей группы для разработки проекта Гражданского кодекса Российской Федерации.
С 5 октября 1999 года — член Совета при Президенте Российской Федерации по кодификации и совершенствованию гражданского законодательства.
Член Российской ассоциации международного права. Был сотрудником юридических фирм Clifford Chance, White & Case.
Соавтор учебников по советскому гражданскому праву (1961), гражданскому и торговому праву капиталистических государств (1966).
Умер в Москве 29 декабря 2014 года.

## Избранные публикации

### Монографии
- Заграничные наследства: Отношения между социалистическими и капиталистическими странами. — М.: Наука, 1975.
- Международная космическо-правовая имущественная ответственность. — М.: Наука, 1977.
- Наследование в международном частном праве: Отношения между социалистическими странами. — М.: Наука, 1972.
- Наследование в международном частном праве: Отношения СССР с капиталистическими странами. — М.: Наука, 1966.
- Теоретические основы международного взаимодействия национальных правовых систем. — М.: Наука, 1984.

### Статьи
- Внутренние и международные аспекты правового положения государственных предприятий в Советском Союзе и Австрии // Советское государство и право. — 1984. — № 3.
- Вопросы международного частного права в законодательстве о нотариате РСФСР // Советская юстиция. — 1965. — № 2.
- Вопросы теории международных межправовых отношений // Советское государство и право. — 1991. — № 10.
- Имущественные отношения в международном частном праве // Правоведение. — 1982. — № 6.
- Конституционная гарантия права наследования: свобода наследования и Гражданский кодекс России // Государство и право. — 2002. — № 9.
- Конституционные основы права личной собственности в СССР // Советское государство и право. — 1981. — № 4.
- Материальная и юридическая основы взаимодействия международного права с национальным // Правоведение. — 1989. — № 4.
- Международные вопросы ускоренного возмещения гражданско-правового договорного вреда // Государство и право. — 2000. — № 8.
- Основные коллизионные вопросы советского законодательства о гражданстве // Советское государство и право. — 1979. — № 7.
- Советское гражданское право в дни войны // Советская юстиция. — 1970. — № 9.
- Социальные аспекты права личной собственности в СССР // Советское государство и право. — 1973. — № 9.
- Эволюция законодательной конструкции собственности: основные тенденции // Советское государство и право. — 1989. — № 8.
- Эволюция права собственности в основных странах Запада: тенденции и перспективы // Советское государство и право. — 1987. — № 4.